# Villarcayo de Merindad de Castilla la Vieja
Villarcayo de Merindad de Castilla la Vieja är en kommun i Spanien.   Den ligger i provinsen Provincia de Burgos och regionen Kastilien och Leon, i den norra delen av landet, 280 km norr om huvudstaden Madrid. Antalet invånare är 4 791. Arean är 160 kvadratkilometer.
Terrängen i Villarcayo de Merindad de Castilla la Vieja är kuperad åt sydväst, men åt nordost är den platt.